# Identificación (psicoanálisis)
Identificación hace referencia según Sigmund Freud, y dentro del contexto psicoanalítico, a un

Proceso psicológico mediante el cual un sujeto asimila un aspecto, una propiedad, un atributo de otro y se transforma, total o parcialmente, sobre el modelo de éste. La personalidad se constituye y se diferencia mediante una serie de identificaciones.